# Poliedro uniforme estrellado

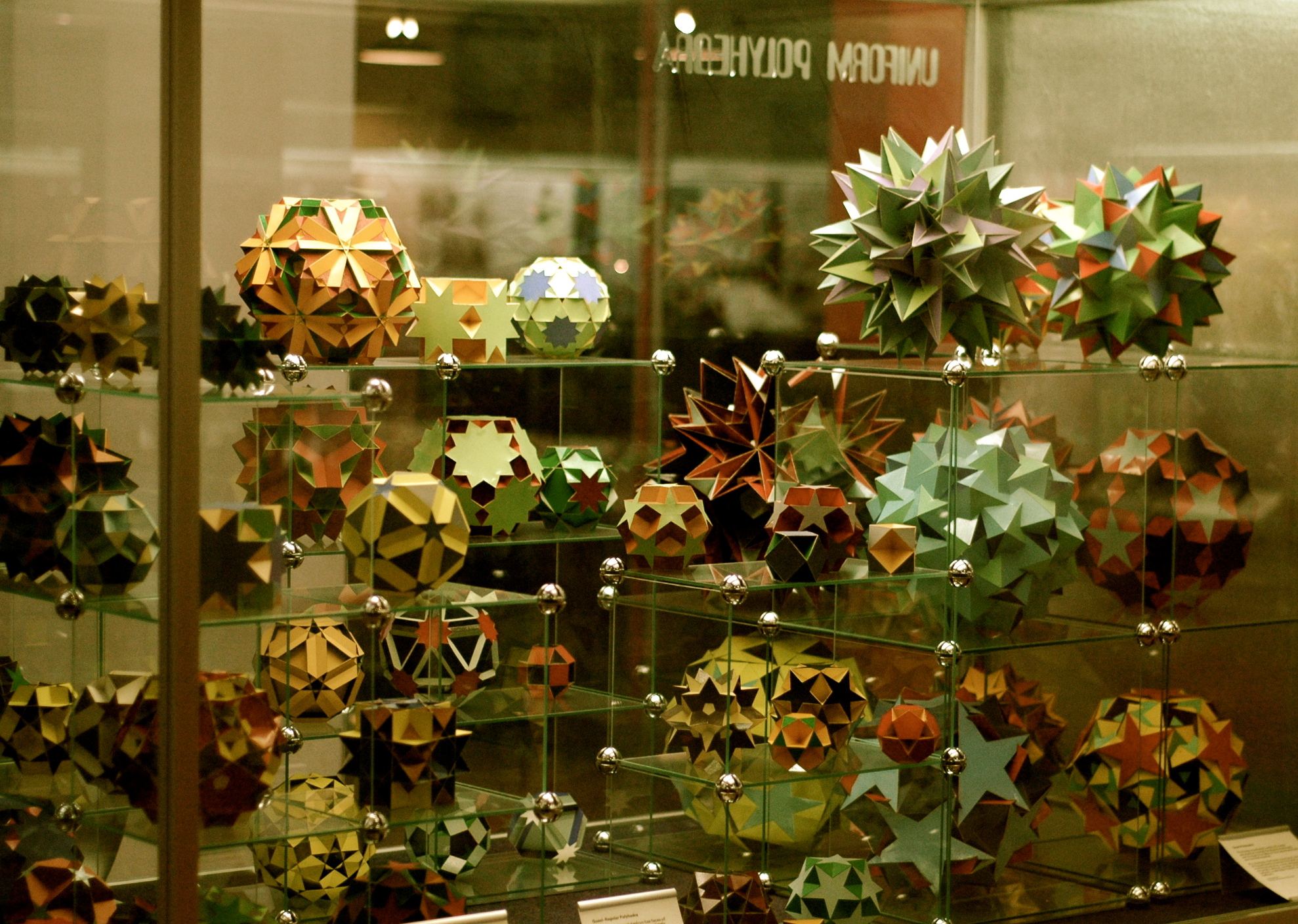
Una exposición de poliedros uniformes en el Museo de Ciencias de Londres

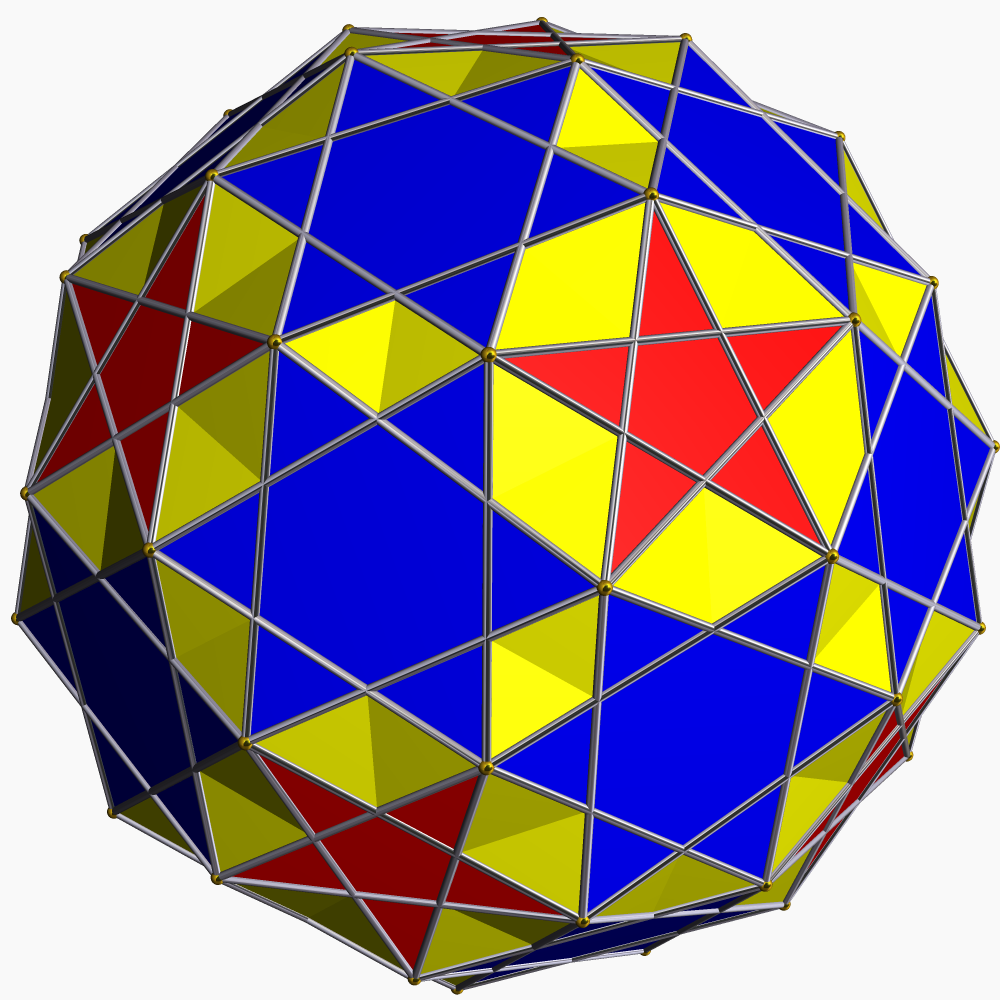
El pequeño icosicosidodecaedro romo es un poliedro uniforme estrellado, con figura de vértice 3^{5}.^{5}/_{2}

En la geometría, un poliedro uniforme estrellado es un poliedro uniforme autointersecado. A veces también se les llama poliedros uniformes no convexos. Pueden estar formado ya sea por polígonos no convexos, por figuras de vértice no convexas o por ambas.
El conjunto completo de los 57 poliedros uniformes estrellados no prismáticos incluye las 4 figuras regulares, llamadas sólidos de Kepler-Poinsot, 5 figuras cuasiregulares, y 48 figuras semiregulares.
Existen también dos conjuntos infinitos de prismas estrellados uniformes y antiprismas estrellados uniformes.
De la misma forma que los polígonos estrellados (no degenerados), con densidad mayor a 1, corresponden a polígonos circulares con partes sobrepuestas, los poliedros estrellados que no pasan por su centro tienen densidad mayor a 1, y corresponden a poliedros esféricos con partes sobrepuestas; hay 47 tales poliedros uniformes no prismáticos. Los 10 poliedros uniformes no prismáticos restantes, aquellos que pasan por el centro, son los hemipoliedros junto con el Monstruo de Miller, y no tienen densidades bien definidas.
Las formas no convexas se construyen a partir de triángulos de Schwarz.
Todos los poliedros uniformes están enlistados abajo por sus grupos de simetría, y subdivididos por sus disposiciones de vértices.
Los poliedros regulares se etiquetan por su Símbolo de Schläfli. Los demás poliedros uniformes no regulares están listados junto con su figura de vértice.
Nota: Para las formas no convexas siguientes, un descriptor adicional no uniforme se utiliza cuando la disposición de vértices de la envolvente convexa tiene la misma topología que una de estas, pero tiene caras no regulares. Por ejemplo, una forma cantelada no uniforme podría tener rectángulos creados en el lugar de las aristas, en vez de cuadrados.

## Simetría diedral
Véase: Poliedro prismático uniforme

## Simetría tetraédrica

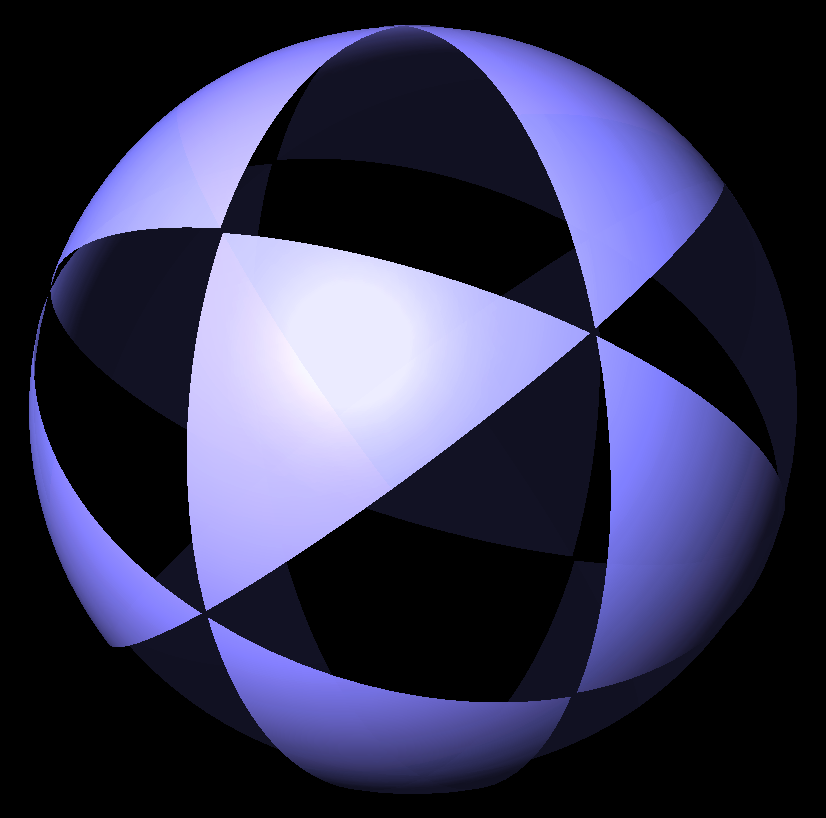
Triángulos (3 3 2) en la esfera

Hay una forma no convexa, el tetrahemihexaedro que tiene simetría tetraédrica (con dominio fundamental del triángulo de Möbius (3 3 2)).
Hay dos triángulos de Schwarz que generan poliedros uniformes estrellados únicos: un triángulo rectángulo (3⁄2 3 3) y un triángulo general (3⁄2 3 3). El triángulo general (3⁄2 3 3) genera el octahemioctaedro, el cual se encuentra más adelante debido a su simetría octaédrica completa.
| Configuración de vértices (Envolvente convexa) | Formas no convexas   | Formas no convexas |
| ---------------------------------------------- | -------------------- | ------------------ |
| Tetraedro                                      |                      |                    |
| Tetraedro rectificado Octaedro                 | 4.3⁄2.4.3 3⁄2 3 \| 2 |                    |
| Tetraedro truncado                             |                      |                    |
| Tetraedro cantelado (Cuboctaedro)              |                      |                    |
| Tetraedro omnitruncado (Octaedro truncado)     |                      |                    |
| Tetraedro romo (Icosaedro)                     |                      |                    |

## Simetría octaédrica

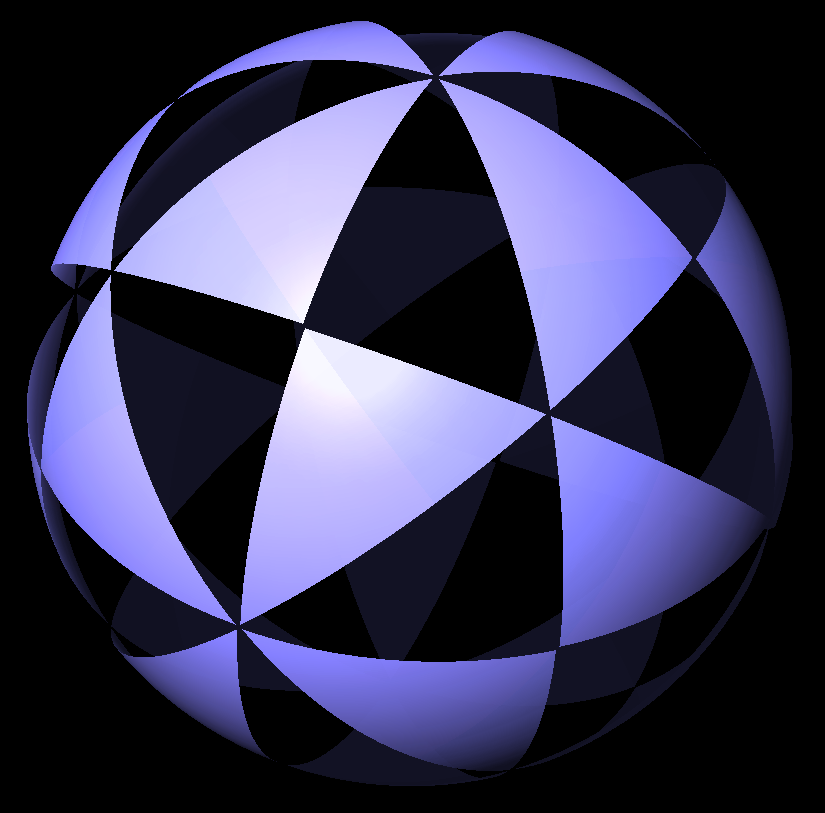
Triángulos (4 3 2) en la esfera

Hay 8 formas convexas y 10 formas no convexas con simetría octaédrica (con dominio fundamental del triángulo de Möbius (4 3 2)).
Hay cuatro triángulos de Schwarz que generan formas no convexas, dos triángulos rectángulos (3⁄2 4 2) y (4⁄3 3 2), y dos triángulos generales (4⁄3 4 3), (3⁄2 4 4).
| Configuración de vértices (Envolvente convexa) | Formas no convexas               | Formas no convexas     | Formas no convexas   |
| ---------------------------------------------- | -------------------------------- | ---------------------- | -------------------- |
| Cubo                                           |                                  |                        |                      |
| Octaedro                                       |                                  |                        |                      |
| Cuboctaedro                                    | 6.4⁄3.6.4 4⁄3 4 \| 3             | 6.3⁄2.6.3 3⁄2 3 \| 3   |                      |
| Cubo truncado                                  | 4.8⁄3.4⁄3.8⁄5 2 4⁄3 (3⁄2 4⁄2) \| | 8⁄3.3.8⁄3.4 3 4 \| 4⁄3 | 4.3⁄2.4.4 3⁄2 4 \| 2 |
| Octaedro truncado                              |                                  |                        |                      |
| Rombicuboctaedro                               | 4.8.4⁄3.8 2 4 (3⁄2 4⁄2) \|       | 8.3⁄2.8.4 3⁄2 4 \| 4   | 8⁄3.8⁄3.3 2 3 \| 4⁄3 |
| Cuboctaedro truncado no uniforme               | 4.6.8⁄3 2 3 4⁄3 \|               |                        |                      |
| Cuboctaedro truncado no uniforme               | 8⁄3.6.8 3 4 4⁄3 \|               |                        |                      |
| Cubo romo                                      |                                  |                        |                      |

## Simetría icosaédrica

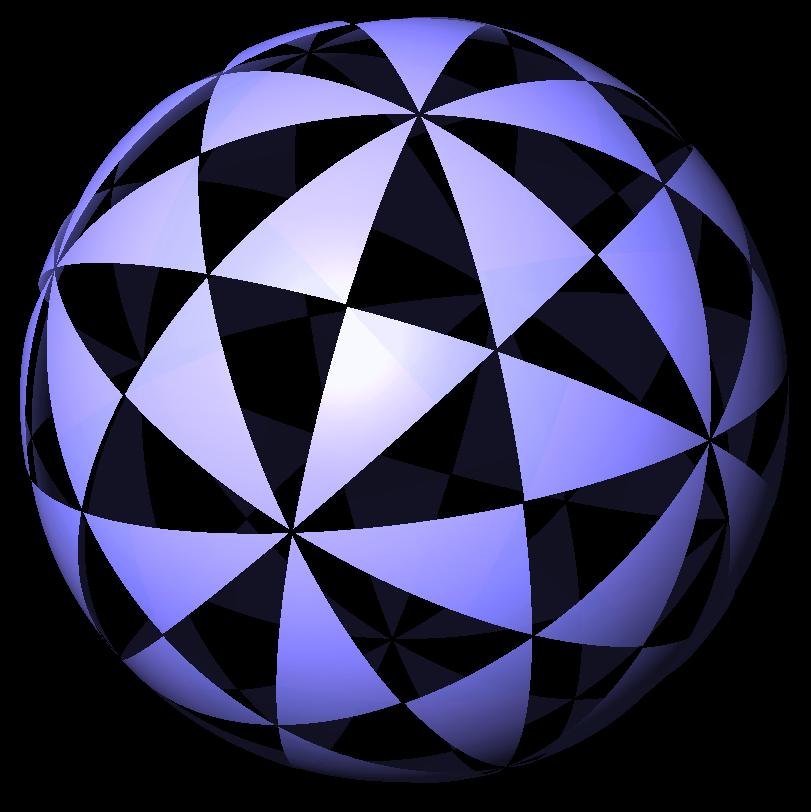
Triángulos (5 3 2) en la esfera

Hay 8 formas convexas y 46 formas no convexas con simetría icosaédrica (con dominio fundamental de triángulo de Möbius (5 3 2)), o 47 formas no convexas si se incluye la figura de Skilling. Algunas de las formas romas no convexas poseen simetría de reflexión en los vértices.
| Configuración de vértices (Envolvente convexa) | Formas no convexas                     | Formas no convexas            | Formas no convexas                 | Formas no convexas                 | Formas no convexas         | Formas no convexas      | Formas no convexas       | Formas no convexas   |
| ---------------------------------------------- | -------------------------------------- | ----------------------------- | ---------------------------------- | ---------------------------------- | -------------------------- | ----------------------- | ------------------------ | -------------------- |
| Icosaedro                                      | {5,5⁄2}                                | {5⁄2,5}                       | {3,5⁄2}                            |                                    |                            |                         |                          |                      |
| Icosaedro truncado no uniforme                 | 10.10.5⁄2 2 5⁄2 \| 5                   | 3.10⁄3.5⁄2.10⁄7 5⁄2 3 \| 5⁄3  | 3.4.5⁄3.4 5⁄3 3 \| 2               | 4.10⁄3.4⁄3.10⁄7 2 5⁄3 (3/2 5⁄4) \| |                            |                         |                          |                      |
| Icosaedro truncado no uniforme                 | 4.5⁄2.4.5 5⁄2 5 \| 2                   | 5.6.5⁄3.6 5⁄3 5 \| 3          | 4.6.4⁄3.6⁄5 2 3 (5⁄4 5⁄2) \|       |                                    |                            |                         |                          |                      |
| Icosaedro truncado no uniforme                 | 35.5⁄2 \| 5⁄2 3 3                      |                               |                                    |                                    |                            |                         |                          |                      |
| Icosidodecaedro                                | 3.10.3⁄2.10                            | 5.10.5⁄4.10                   | 3.5⁄2.3.5⁄2 2 \| 3 5⁄2             | 5⁄2.10⁄3.5⁄3.10⁄3 5⁄3 5⁄2 \| 5⁄3   | 3.10⁄3.3⁄2.10⁄3 3 3 \| 5⁄3 | 5.5⁄2.5.5⁄2 2 \| 5 5⁄2  | 6.5⁄2.6.5⁄3 5⁄3 5⁄2 \| 3 | 5.6.5⁄4.6 5⁄4 5 \| 3 |
| Dodecaedro truncado no uniforme                | 3.10⁄3.5.10⁄3 3 5 \| 5⁄3               | 5.6.3⁄2.6 3⁄2 5 \| 3          | 6.10⁄3.6⁄5.10⁄7 3 5⁄3 (3⁄2 5⁄2) \| |                                    |                            |                         |                          |                      |
| Dodecaedro truncado no uniforme                | (35.5⁄3)/2 \| 3⁄2 3⁄2 5⁄2              |                               |                                    |                                    |                            |                         |                          |                      |
| Dodecaedro                                     | {5⁄2,3}                                | (3.5⁄2)3 3 \| 5⁄2 3           | (5.5⁄3)3 3 \| 5⁄3 5                | (3.5)3/2 3⁄2 \| 3 5                |                            |                         |                          |                      |
| Pequeño rombicosidodecaedro                    | 5.10.3⁄2.10 3⁄2 5 \| 5                 | 4.10.4⁄3.10⁄9 2 5 3⁄2 5⁄2) \| | 5.10⁄3.10⁄3 2 5 \| 5⁄3             |                                    |                            |                         |                          |                      |
| Rombicosidodecaedro no uniforme                | 6.6.5⁄2 2 5⁄2 \| 3                     |                               |                                    |                                    |                            |                         |                          |                      |
| Rombicosidodecaedro no uniforme                | 6.5⁄2.6.3 5⁄2 3 \| 3                   | 3.10.5⁄3.10 5⁄3 3 \| 5        | 6.10.6⁄5.10⁄9 3 5 (3⁄2 5⁄4) \|     | 3.10⁄3.10⁄3 2 3 \| 5⁄3             |                            |                         |                          |                      |
| Rombicosidodecaedro no uniforme                | 4.5⁄3.4.3.4.5⁄2.4.3⁄2 \| 3⁄2 5⁄3 3 5⁄2 | 3.3.3.5⁄2.3.5⁄3 \| 5⁄3 5⁄2 3  | Figura de Skilling (ver abajo)     |                                    |                            |                         |                          |                      |
| Icosidodecaedro truncado no uniforme           | 6.10.10⁄3 3 5 5⁄3 \|                   |                               |                                    |                                    |                            |                         |                          |                      |
| Dodecadodecaedro truncado no uniforme          | 4.10⁄9.10⁄3 2 5 5⁄3 \|                 |                               |                                    |                                    |                            |                         |                          |                      |
| Icosidodecaedro truncado no uniforme           | 4.6.10⁄3 2 3 5⁄3 \|                    |                               |                                    |                                    |                            |                         |                          |                      |
| Dodecaedro romo no uniforme                    | 3.3.5⁄2.3.5 \| 2 5⁄2 5                 | 3.3.3.5.3.5⁄3 \| 5⁄3 3 5      | 34.5⁄2 \| 2 5⁄2 3                  | 34.5⁄3 \| 5⁄3 2 3                  | 3.3.5.3.5⁄3 \| 5⁄3 2 5     | (34.5⁄2)/2 \| 3⁄2 5⁄3 2 |                          |                      |

## Casos degenerados
Coxeter identificó un número de poliedros estrellados degenerados creados por el método de construcción de Wythoff, que contienen aristas o vértices sobrepuestos. Estas formas degeneradas incluyen las siguientes:
- Pequeño icosidodecaedro complejo
- Gran icosidodecaedro complejo
- Pequeño rombicosidodecaedro complejo
- Gran rombicosidodecaedro complejo
- Rombidodecadodecaedro complejo

### Figura de Skilling
Un último poliedro no convexo degenerado es el gran dirrombidodecaedro birromo, también conocido como figura de Skilling. Sus vértices presentan una configuración uniforme, pero posee parejas de aristas coincidiendo en el espacio, de manera que cuatro caras se unen en algunas aristas. Debido a esta propiedad, se considera un poliedro uniforme degenerado. Posee simetría Ih.